# Vorstendom Albanië (1368-1415)
Het vorstendom Albanië, ook wel prinsdom Albanië (Albanees: Principata e Arbërisë), werd in 1368 gesticht door de Albanese prins Karl Thopia van de adellijke familie Thopia. Het prinsdom werd gesticht na succesvolle rebellie van Karl Thopia tegen de Frans-Siciliaanse Anjou-dynastie die regeerden over het koninkrijk Albanië. Het prinsdom Albanië was het vervolg van het vorstendom Thopia.

## Geschiedenis
Vanaf de 14e eeuw regeerden de Thopia's over een lokaal vorstendom in centraal-Albanië. Stamvader Tanush I Thopia werd benoemd tot een van de graven van Albanië. Deze heerschappijen gingen na diens dood in 1338 naar zijn zoon Andrea I Thopia, die als vazal fungeerde van het Koninkrijk Albanië van de Anjou-dynastie. De laatste heerser van het koninkrijk Albanië, hertog Lodewijk van Navarra werd uit Albanië verdreven na de Albanese opstand onder aanvoering van prins Karl Thopia.

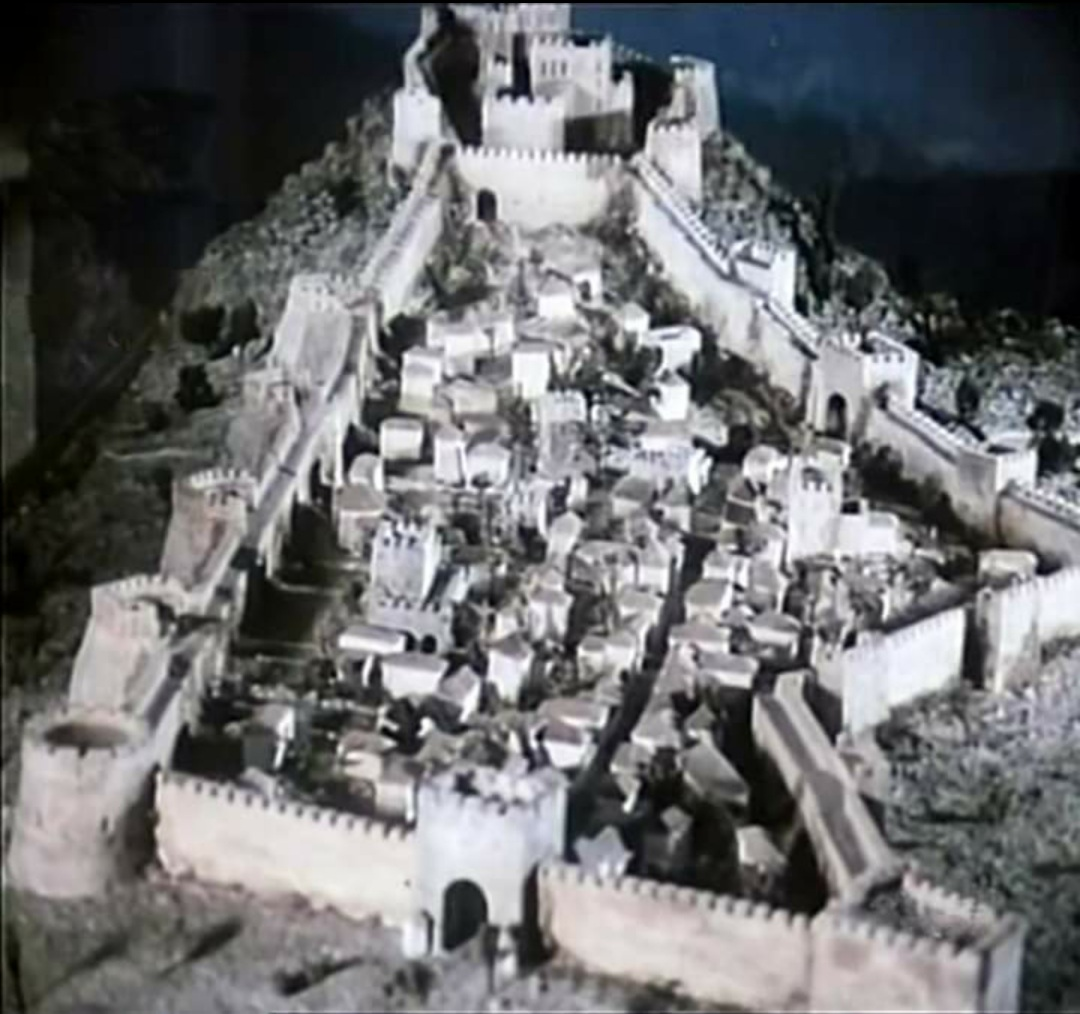
Reconstructie van Durrës in de middeleeuwen

Onder Karl Thopia wist het autonome vorstendom Thopia zich vanaf 1368 zijn onafhankelijkheid uit te roepen als het Prinsdom Albanië en territoriale gebieden te veroveren. Na Karl zijn dood werd de heerschappij verdeeld tussen zijn dochter Helena Thopia en zijn zoon Gjergj Thopia. Gjergj behield de stad Durrës, terwijl Helena de stad Krujë behield. Niketa Thopia (gestorven 1415) was de laatste heerser van deze dynastie.
Het prinsdom werd in 1415 ontbonden nadat het gebied werd verdeeld tussen het Ottomaanse Rijk en de republiek Venetië. De Albanese vorsten behielden nog wel lokale autonomie tot zij in 1443 zich samenvoegden tot één staat, de Liga van Lezhë.

## Prinsen
- Tanush I Thopia (1328-1338)
- Andrea I Thopia (1338–1343)
- Karl Thopia (1368–1387)
- Gjergj Thopia (1387–1392)
- Helena Thopia (1402-1403)
- Niketa Thopia (1403-1415)

## Kaarten

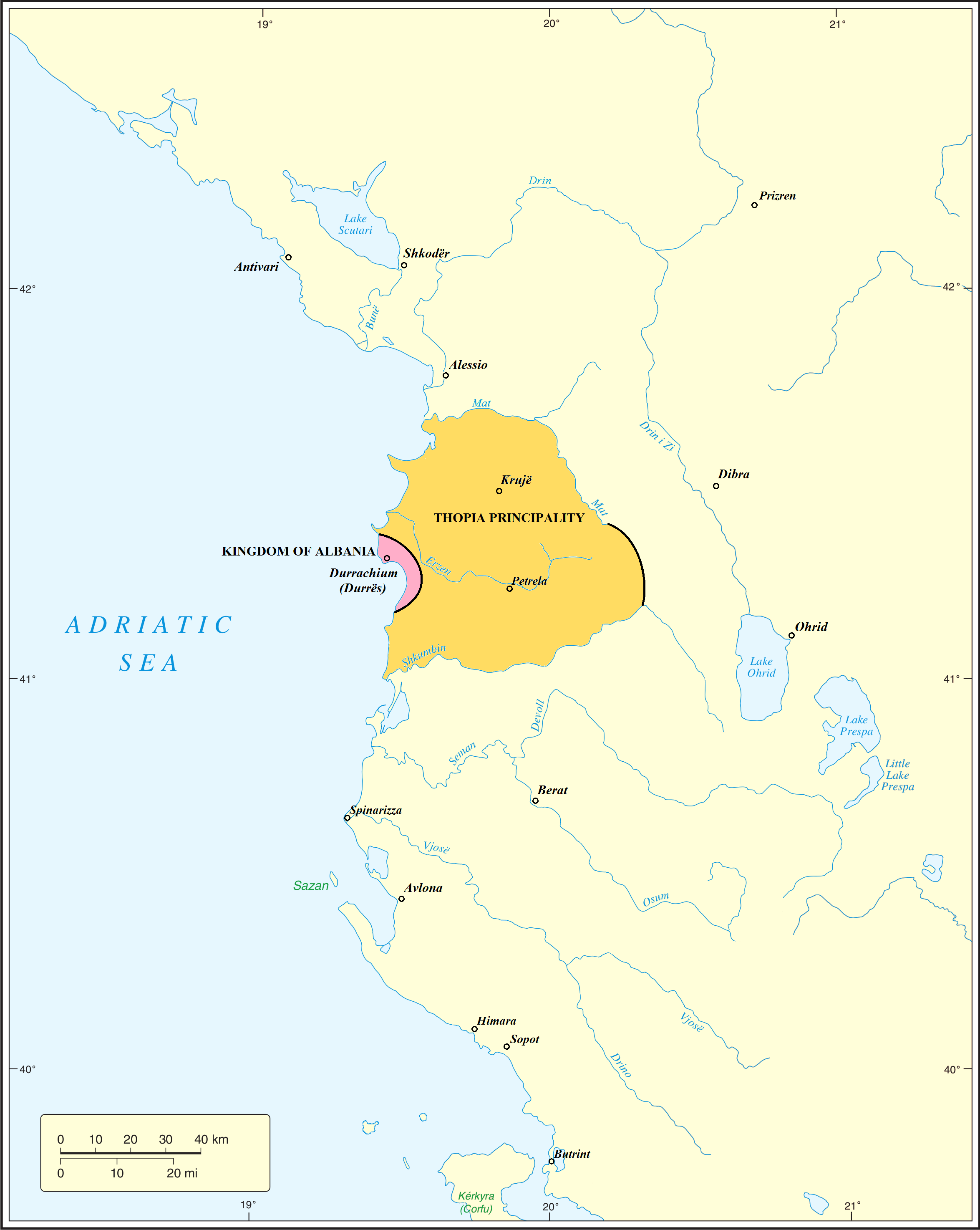
1368
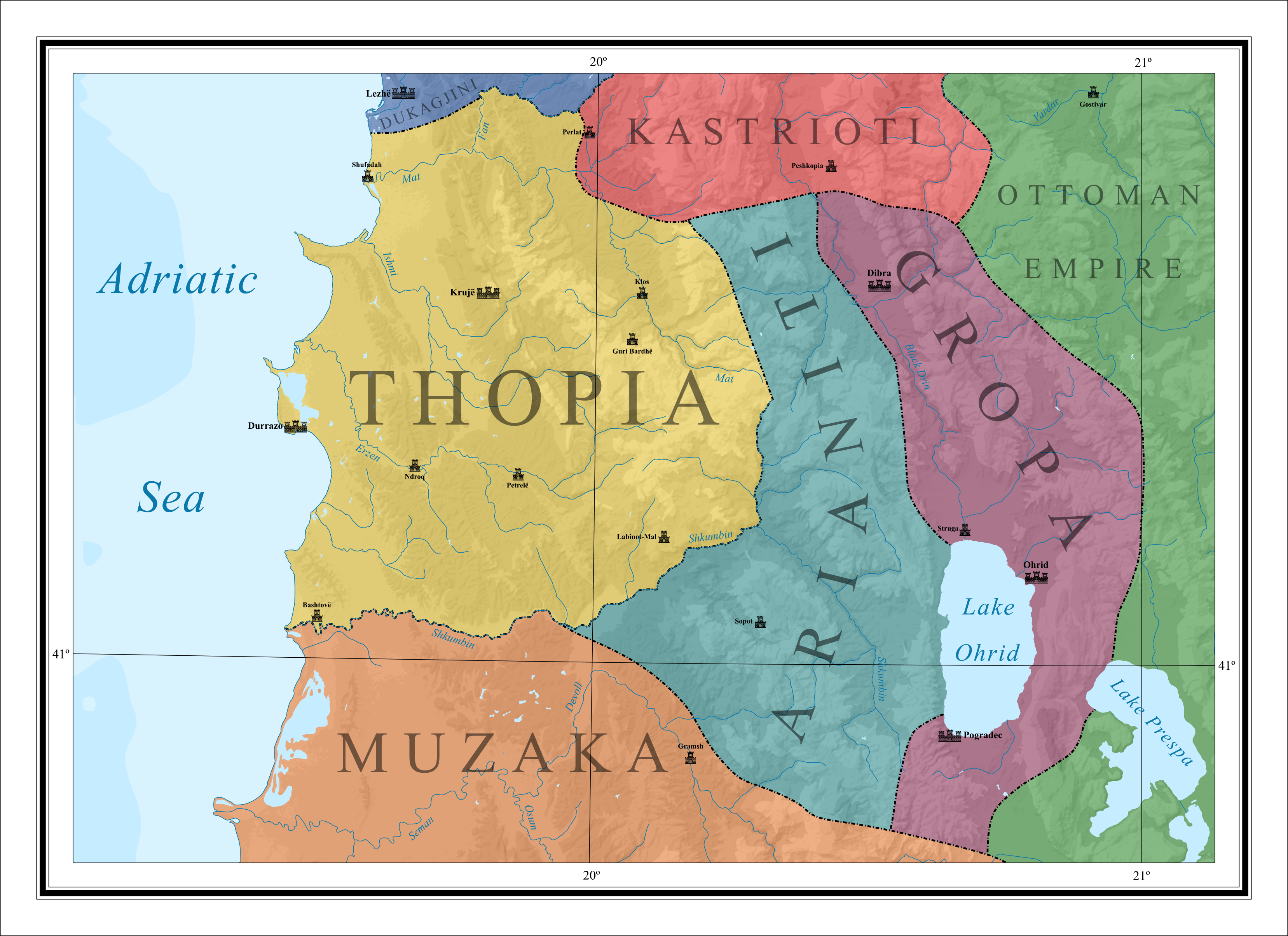
1385-1392